# Капусто, Юдифь Борисовна
Юдифь Борисовна Капусто (4 июня 1919, Иркутск — 1998) — русская писательница.
Родилась в семье врачей. Отец — Борис Леонтьевич Капусто (1893—?) — окончил медицинский факультет Цюрихского университета. Мать — Ева Вульфовна Кукс. Училась в 25-й московской школе. В 1936 году журнал «Наши достижения», проводя опрос о современной очерковой литературе, взял интервью и у Юдифи Капусто (вместе с тремя другими её одноклассниками). В 1941 г. окончила литературный факультет МИФЛИ. Участник Великой Отечественной войны. В ноябре 1941 добровольно пошла на фронт. Была медсестрой, санинструктором 5-й огневой батареи 664-го артполка, рядовым 197-й особой разведроты 222-й стрелковой дивизии 33-й армии Западного фронта, переводчиком опергруппы комдива той же дивизии. Уволена из армии в апреле 1944 по болезни, инвалид войны 2-й группы. С 1948 г. — член Союза писателей СССР.

## Семья
- Дядя — Капусто Иосиф Леонтьевич (1890—?) — военный врач Дальневосточного округа.
- Дядя — Капусто Михаил Леонтьевич (1895, Сретенск — 1942) — военный врач 2-го ранга[3].
- Муж — писатель Евгений Герасимов, заведующий отделом прозы журнала «Новый мир».

## Произведения

### Проза
- В среднем районе. — М., 1950.
- Война на хуторах, или Юность Феди Панько: Повесть. — М., 1965. (В соавторстве с В. А. Дроздовым) (экранизирована в 1975 г. реж. М. Ильенко).
- Город на реке: Повести. — М., 1965.
- Жизнь Анны Акимовой: Повесть. — М., 1956.
- Наташа: Повесть. — М., 1948.
- Повесть Анны Литвейко. — М., 1957.
- Последними дорогами генерала Ефремова.
- Судьба и жизнь: Документальная повесть (об А. Е. Бочкине). — М., 1981.

## Награды
- Орден Красной Звезды
- медали.